# Naval Aircraft Factory TDN
Naval Aircraft Factory TDN là một loại máy bay chiến đấu không người lái, do hãng Naval Aircraft Factory chế tạo cho Hải quân Hoa Kỳ trong Chiến tranh thế giới II.

## Biến thể và quốc gia sử dụng
Hải quân Hoa Kỳ
XTDN-1
TDN-1

## Tính năng kỹ chiến thuật (TDN-1)

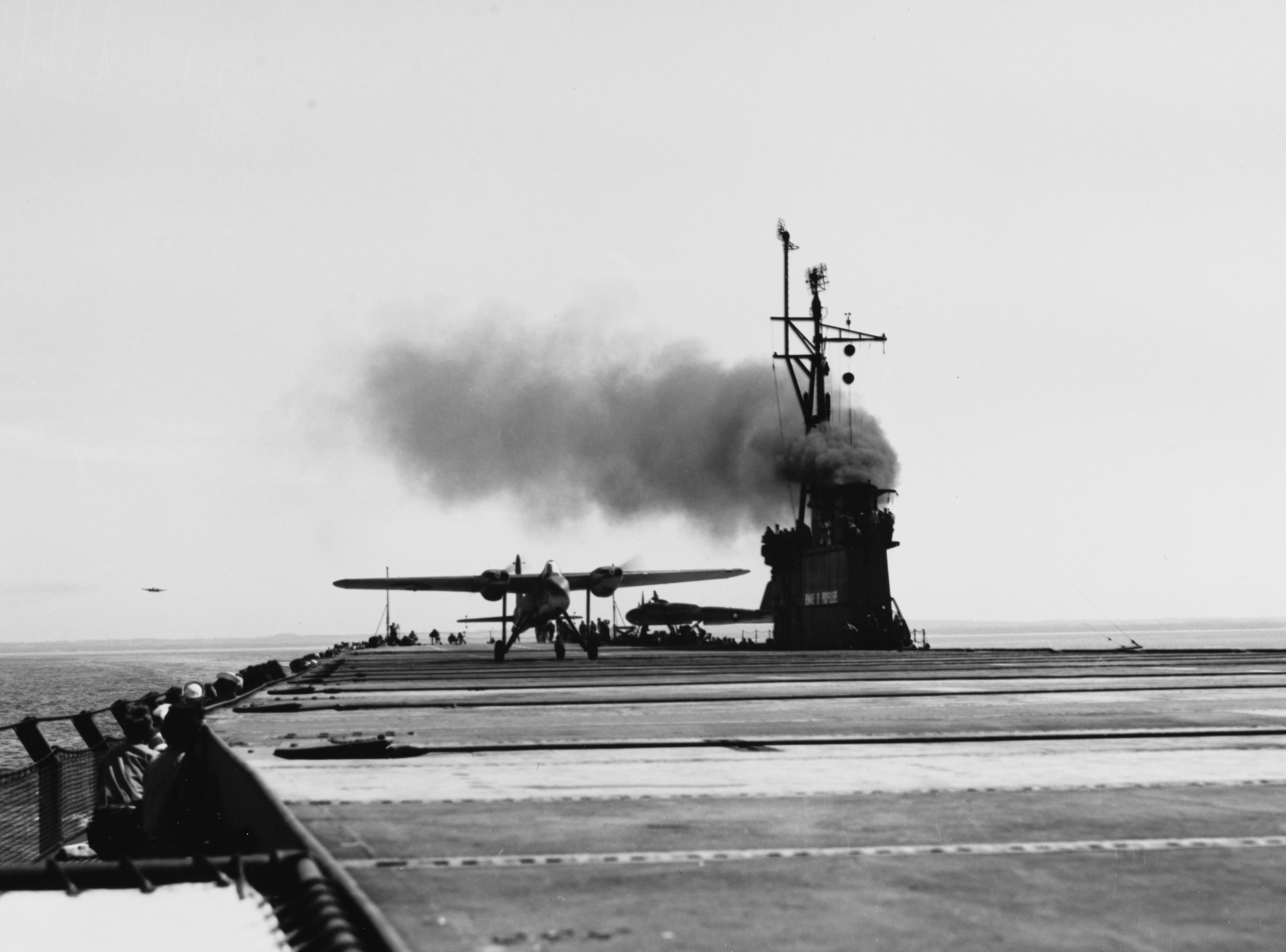
TDN-1 aircraft aboard.

Dữ liệu lấy từ 
Đặc tính tổng quát
- Kíp lái: 0-1 (phi công tùy chọn)
- Chiều dài: 37 ft (11 m)
- Sải cánh: 48 ft (15 m)
- Động cơ: 2 × Lycoming O-435-2 , 220 hp (160 kW)  mỗi chiếc
- Vận tốc hành trình: 145 mph (126 kn; 233 km/h)

Vũ khí trang bị

- 1 bom hoặc ngư lôi 2.000 pound (910 kg)